# أنتي بافليتش (سياسي)
أنتي بافليتش (بالكرواتية: Ante Pavelić)‏ هو سياسي كرواتي، ولد في 19 مايو 1869 في غوسبيتش في كرواتيا، وتوفي في 11 فبراير 1938 في زغرب في كرواتيا. حزبياً، نشط في Democratic Party (Yugoslavia) ‏. وقد انتخب عضو البرلمان الكرواتي ‏.